# Comunità politica europea (2022)
La Comunità politica europea (CPE) è una piattaforma per discussioni politiche e strategiche sul futuro dell'Europa, istituita nel 2022. Il gruppo si è riunito per la prima volta il 6 ottobre 2022 a Praga, con partecipanti provenienti da 44 paesi europei, oltre al presidente del Consiglio europeo e alla presidente della Commissione europea.

## Storia
La CPE è stata proposta dal presidente francese Emmanuel Macron nel maggio 2022, nel suo ruolo di presidente del Consiglio dell'Unione europea. Il 23-24 giugno 2022 ha presentato ufficialmente questo progetto alla riunione del Consiglio europeo. Il gruppo si è riunito per la prima volta il 6 ottobre 2022 per un vertice a Praga. Russia e Bielorussia sono state deliberatamente escluse dalla partecipazione.

## Scopo
L'obiettivo della Comunità politica europea è fornire una piattaforma di coordinamento delle politiche per tutti i paesi europei e promuovere il dialogo politico e la cooperazione al fine di affrontare questioni di interesse comune, in modo da rafforzare la sicurezza, la stabilità e la prosperità del continente europeo, in particolare per quanto riguarda la crisi energetica europea provocata dall'invasione russa dell'Ucraina. Oltre agli Stati membri dell'Unione europea, la CPE comprende anche i paesi membri dell'Associazione europea di libero scambio, tutti quelli nell'agenda dell'allargamento dell'Unione europea e altri come Armenia, Azerbaigian e Regno Unito.

## Struttura
La Comunità politica europea è concepita come un forum intergovernativo di capi di stato e di governo simile al G7 o al G20 e al momento della sua istituzione non disponeva di un proprio segretariato, bilancio o personale. Ogni vertice è organizzato principalmente dal paese ospitante.
Nel gennaio 2023 il governo francese ha iniziato a reclutare una piccola task force, guidata da un project manager, per sostenere il lavoro della CPE. Questo gruppo di lavoro aiuterà a coordinare la preparazione e l'organizzazione dei vertici della CPE, ne sosterrà lo sviluppo istituzionale, faciliterà l'inserimento della CPE nello spazio della diplomazia europea (UE, Consiglio d'Europa) e contribuirà a mobilitare altri attori (come banche di sviluppo) a sostegno del lavoro della Comunità. La task force avrà sede a Parigi con una presenza nella città ospitante del vertice successivo.
La lettera di invito per il primo vertice è stata firmata dal presidente del Consiglio europeo Charles Michel. Per il secondo vertice le lettere di invito sono state firmate congiuntamente da Charles Michel e Maia Sandu, presidente del paese ospitante.
Un sito web ufficiale, un account Twitter e un account Facebook per il secondo vertice sono stati lanciati alla fine di aprile 2023. Poiché all'epoca la comunità non aveva lanciato un sito web ufficiale, gli ordini del giorno, i comunicati stampa e le risorse multimediali del primo vertice sono stati pubblicati sul sito web del Consiglio europeo.

## Simboli

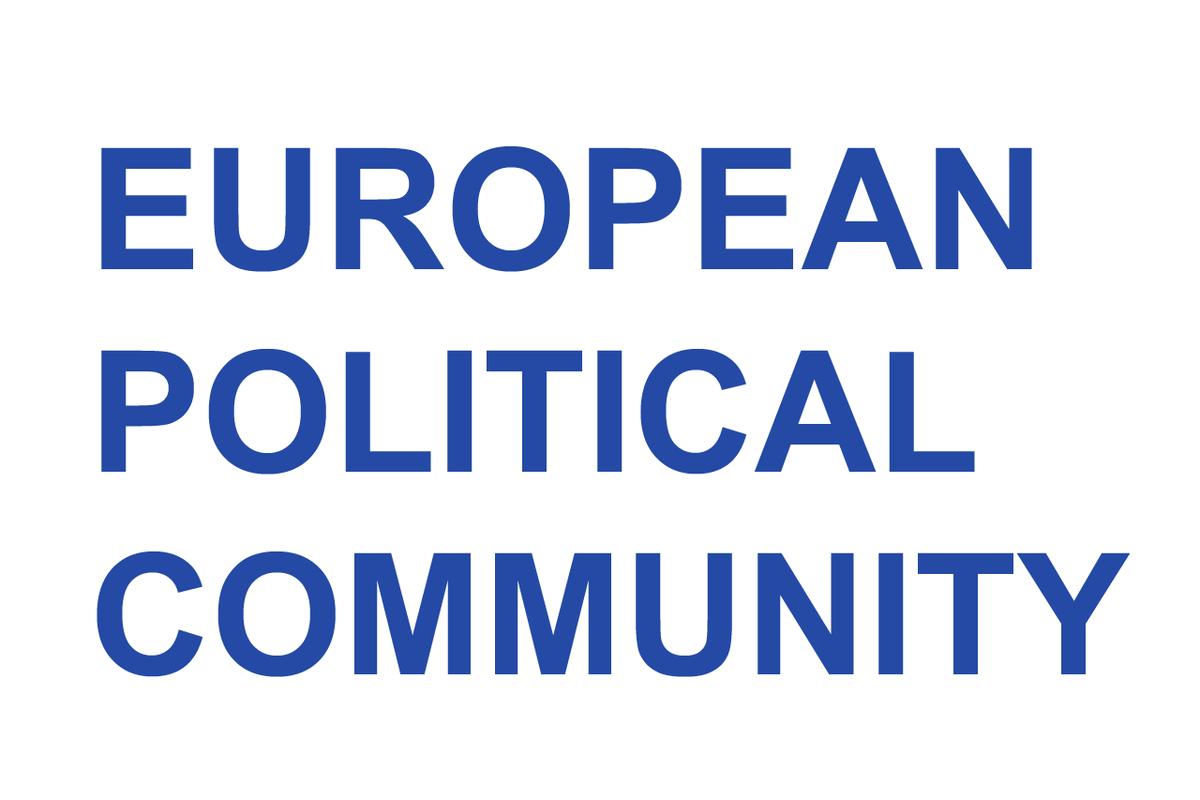
Logo provvisorio utilizzato in occasione del primo vertice

Su richiesta del governo del Regno Unito, la Comunità politica europea non utilizza simboli associati all'Unione europea come la bandiera europea o l'inno europeo. Al primo vertice dell'ottobre 2022 un semplice logo denominativo costituito dal nome in lingua inglese della comunità in lettere maiuscole blu è stato visualizzato su materiali stampati, fondali e leggii. In vista del secondo vertice è stato adottato un nuovo logo, composto dalla sigla "EPC" in blu su sfondo bianco.

## Vertici

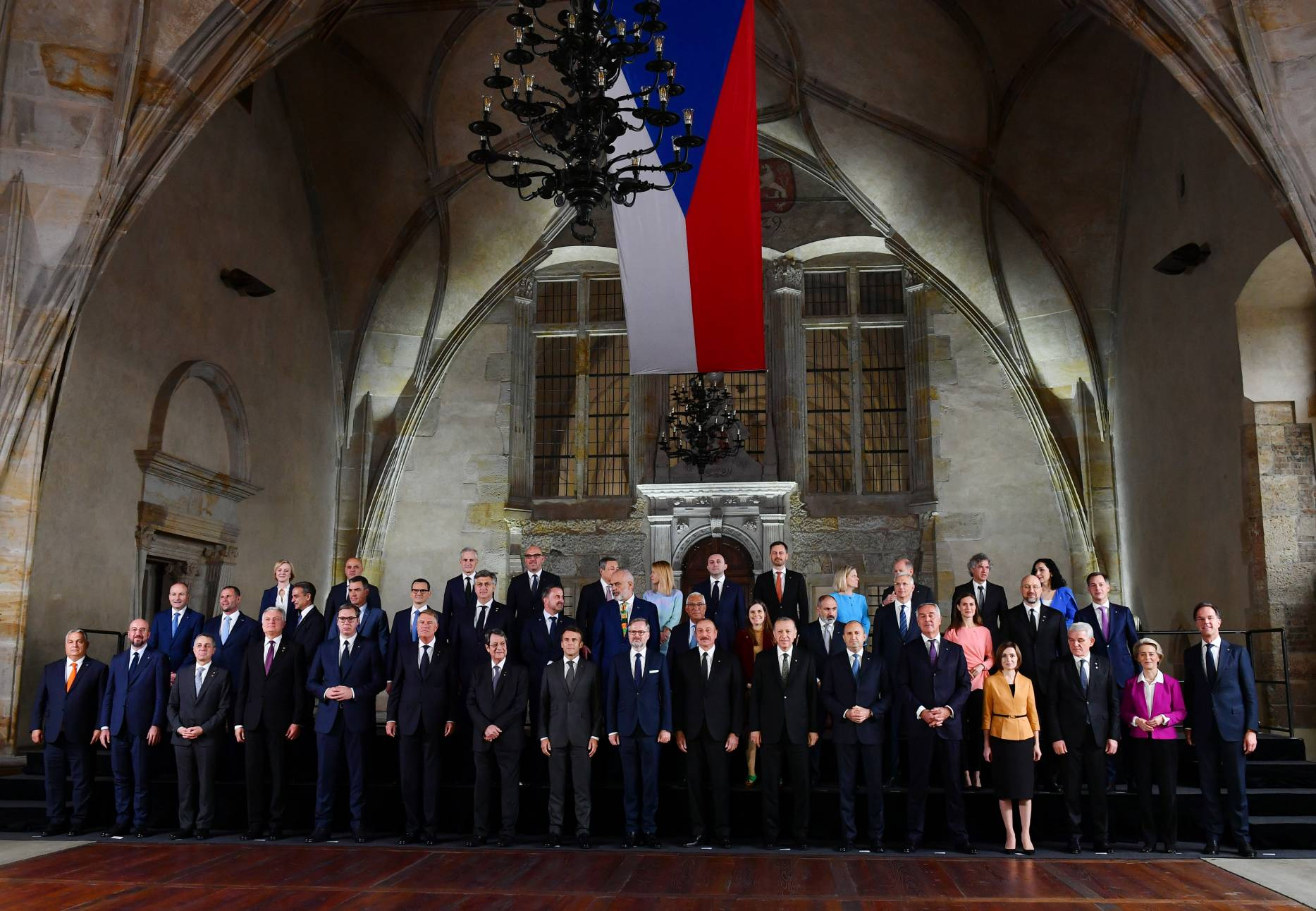
Leader europei al primo vertice della CPE a Praga

Si prevede che ogni anno si tengano due vertici, alternando tra paesi dell'UE ed extra UE. Il primo vertice si è svolto a Praga il 6 ottobre 2022.
Il formato organizzativo adottato nel primo vertice ha visto una prima discussione plenaria, cui sono seguite due sessioni parallele in gruppi di lavoro tematici ("Energia, clima ed economia" e "Pace e sicurezza"), i cui esiti sono stati riportati a tutti i partecipanti durante la cena di gala.
Il 29 settembre 2022 il Regno Unito ha annunciato che avrebbe partecipato alla riunione e si è offerto di ospitare il vertice successivo, così come la Moldova.
Nel maggio 2023 la Svizzera ha espresso interesse a ospitare un vertice della CPE nella primavera del 2025. Durante la conferenza stampa conclusiva del quarto vertice il primo ministro britannico Keir Starmer ha confermato che il vertice successivo sarebbe stato ospitato dall'Ungheria, mentre quelli del 2025 rispettivamente dall'Albania e dalla Danimarca.
| N. | Data            | Paese ospitante | Sede                       | Presidente    |
| -- | --------------- | --------------- | -------------------------- | ------------- |
| 1° | 6 ottobre 2022  | Rep. Ceca       | Castello di Praga, Praga   | Petr Fiala    |
| 2° | 1º giugno 2023  | Moldavia        | Castello di Mimi, Bulboaca | Maia Sandu    |
| 3° | 5 ottobre 2023  | Spagna          | Alhambra, Granada          | Pedro Sánchez |
| 4° | 18 luglio 2024  | Regno Unito     | Blenheim Palace, Woodstock | Keir Starmer  |
| 5° | 7 novembre 2024 | Ungheria        | Puskás Aréna, Budapest     | Viktor Orbán  |
| 6° | 16 maggio 2025  | Albania         | Piazza Scanderbeg, Tirana  | Edi Rama      |
| 7° | 2 ottobre 2025  | Danimarca       | da definire                |               |

## Stati partecipanti
I 47 paesi e le organizzazioni internazionali che partecipano alla Comunità politica europea sono:
- Albania
- Andorra[30][31][32]
- Armenia
- Austria
- Azerbaigian
- Belgio
- Bosnia ed Erzegovina
- Bulgaria
- Cipro
- Croazia
- Danimarca
- Estonia
- Finlandia
- Francia
- Georgia
- Germania
- Grecia
- Irlanda
- Islanda
- Italia
- Kosovo
- Lettonia
- Liechtenstein
- Lituania
- Lussemburgo
- Macedonia del Nord
- Malta
- Moldavia
- Monaco[30][32]
- Montenegro
- Norvegia
- Paesi Bassi
- Polonia
- Portogallo
- Regno Unito
- Rep. Ceca
- Romania
- San Marino[32][33]
- Serbia
- Slovacchia
- Slovenia
- Spagna
- Svezia
- Svizzera
- Turchia
- Ucraina
- Ungheria
- Unione europea

## Risultati
Durante il primo vertice è stato concordato che una missione di monitoraggio guidata dall'Unione europea sarebbe stata schierata sul lato armeno del confine con l'Azerbaigian per un periodo di due mesi a seguito della crisi di confine tra Armenia e Azerbaigian. Questa missione alla fine ha portato allo spiegamento di una missione a lungo termine dell'Unione europea in Armenia.
Il primo vertice ha portato anche a un riavvicinamento tra il Regno Unito e le istituzioni europee. Al vertice il Regno Unito ha accettato di impegnarsi nuovamente con la cooperazione energetica del Mare del Nord (NSEC) e si è impegnato ad aderire al progetto della mobilità militare della cooperazione strutturata permanente (PESCO).
Il secondo vertice ospitato dalla Moldova ha coinciso con lo stanziamento di un contributo di 87 milioni di euro all'aiuto logistico non militare da parte del Fondo europeo per la pace, nonché con l'istituzione di una missione civile a Chișinău.

## Critiche e opinioni
Secondo l'Associated Press, «i critici affermano che il nuovo forum è un tentativo di frenare l'allargamento dell'UE. Altri temono che possa diventare un talking shop, magari convocato una o due volte l'anno ma privo di qualsiasi peso o contenuto reale». Altrove si sottolinea come siano diversi gli aspetti non chiari di questa nuova comunità: al termine del primo vertice non è stata rilasciata una dichiarazione comune, non si sa se ci sarà un bilancio e con quali fondi si finanzieranno ulteriori eventuali iniziative, non si è definito come verranno prese le decisioni, non si è creata una struttura organizzativa che possa sostenere i vertici successivi; secondo Daniela Schwarzer, citata nel medesimo articolo, «Il miglior risultato del primo incontro sarebbe, credo, concordare una sorta di mandato minimo. A condizione che si incontreranno di nuovo perché c'è una reale necessità di ridefinire i rapporti dell'Unione con i suoi vicini in modo nuovo». Nei giorni immediatamente precedenti al primo vertice, un consigliere del governo francese ha suggerito che la CPE avrebbe dovuto seguire le modalità operative del G7, con incontri informali tra leader che sono in grado di influenzare la comunità internazionale.
Alcuni analisti sostengono che, vista l'incertezza del formato che assumerà questo nuovo forum politico, i diversi stati potrebbero tentare di utilizzarlo a proprio vantaggio (come il Regno Unito per riottenere un ruolo di primo piano nella politica continentale) oppure potrebbe essere un mezzo per ricompattare l'Europa allontanando alcuni stati (come quelli dei Balcani occidentali) dalle influenze russe e riavvicinare la Turchia che ultimamente si è mostrata spesso in contrasto con l'UE. Mujtaba Rahman, direttore di Eurasia Group, afferma che i risultati più importanti potrebbero venire in realtà dagli incontri bilaterali a margine del vertice, come quello tra Armenia e Azerbaigian che ha portato a un accordo sulla demarcazione dei confini con la collaborazione di una missione civile dell'Unione europea.
Steven Blockmans, direttore della ricerca presso il Center for European Policy Studies (CEPS), sottolinea come sia venuto meno l'intento di riunire le "nazioni democratiche d'Europa", vista la partecipazione di Turchia e Azerbaigian, indicando come il forum si stia concretizzando soprattutto come una realtà geopolitica, che «non è necessariamente definita sulla falsariga del rispetto delle libertà fondamentali e della democrazia, ma piuttosto in termini di potere e capacità di esercitare il potere».
Secondo quanto riferito, la creazione di questo nuovo forum "ha creato perplessità" nel Consiglio d'Europa, con un portavoce che ha affermato "Nel campo dei diritti umani, della democrazia e dello stato di diritto, esiste già una tale comunità paneuropea: è il Consiglio d'Europa." Una caratteristica del nuovo forum è che Russia e Bielorussia sono deliberatamente escluse, ma ciò non spiega immediatamente la necessità di una diversa entità: la Russia non è più membro del Consiglio d'Europa e la Bielorussia vi partecipa solo in parte, in quanto un non membro.